# Néoguelfisme
Le néoguelfisme  est un mouvement culturel et politique qui s'affirma en Italie, au sein des catholiques, au début du XIXe siècle. Par extension le terme indique une position cléricale et la proposition de restaurer la présence active de l'Église dans la vie politique de l'État.
Le terme, initialement élaboré par les critiques laïcs et républicains parmi lesquels Guglielmo Pepe et Giuseppe Ferrari pour en souligner le caractère réactionnaire, finit par être accepté aussi par ses adeptes.
Formulé théoriquement par Gioberti dans son ouvrage Del primato morale e civile degli italiani de 1843, il avait comme programme la réalisation de l'unité italienne sur la base d'une confédération d'états, chacun gouverné par son prince, sous la présidence du pape. Des propositions de réforme de l’Église, dans le sens  libéral, démocratique, fédéraliste et valorisation de l'autonomie, sont présents.
Des éléments du néoguelfisme se retrouvent aussi chez Cesare Balbo, Gino Capponi et Alessandro Manzoni.
Le terme est employé pour décrire les membres d'un groupe d’intellectuels catholiques qui, souvent exilés en Suisse, furent, de fait, les seuls à militer clandestinement contre le régime fasciste. Parmi les membres de ce groupe, on trouve Piero Malvestiti.

## Sources
- (it) Cet article est partiellement ou en totalité issu de l’article de Wikipédia en italien intitulé « Neoguelfismo » (voir la liste des auteurs).